# Erich Mauerhofer
Erich Mauerhofer (* 1942 in Neuenegg, Kanton Bern; † 5. Juli 2025 in Rothrist, Kanton Aargau) war ein schweizerischer evangelikaler neutestamentlicher Theologe, Dogmatiker, Seelsorger und Bibellehrer. Er war Professor für neutestamentliche Theologie und Dogmatik an der Staatsunabhängigen Theologischen Hochschule (STH) in Riehen bei Basel.

## Leben
Erich Mauerhofer wuchs gemeinsam mit sechs weiteren Geschwistern in einer pietistisch geprägten Familie im bernischen Neuenegg auf. Zwei seiner Brüder sind Armin Mauerhofer, Praktischer Theologe, und Walter Mauerhofer, Missionar in Österreich. Er erhielt im Jahr 1961 das Lehrerdiplom des Kanton Bern und war danach als Sekundarlehrer im Schuldienst tätig. 1964 trat er in eine Missionsbibelschule ein, war danach Prediger in einer Freikirche und hatte 1966/67 einen Studienaufenthalt in London. Von 1971 bis 1975 studierte er Theologie an der FETA in Basel (jetzt: STH). Danach folgte das Doktoral-Studium an der Theologischen Universität in Kampen (Niederlande). Dort erhielt er 1977 den Doctorandus-Abschluss und promovierte 1980 bei Herman Ridderbos mit der Dissertation Der Kampf zwischen Fleisch und Geist bei Paulus.
Ab dem Jahr 1980 war Mauerhofer an der Staatsunabhängigen Theologische Hochschule – ehemals Freie Evangelisch-Theologische Akademie (FETA) – in Riehen bei Basel als Dozent für Neues Testament tätig, ab 1983 auch im Fach Dogmatik. Von 1984 bis Ende 1998 war er dort Professor für Dogmatik und neutestamentliche Theologie. 
Danach war er von 1999 bis 2005 an der Evangelischen Theologischen Fakultät in Leuven (Belgien) Professor für Neues Testament (mit Umwelt- und Zeitgeschichte und Überlieferungsgeschichte der Bibel) sowie für Systematische Theologie (u. a. mit der Erforschung der 4000-jährigen Geschichte Israels und Exegese der Prophetie).
Er war ehrenamtlich als Zeltevangelist des Evangelischen Brüdervereins tätig, bis er 1967 die sich daraus abgespaltene Vereinigung Freier Missionsgemeinden (VFMG) mitgründete; danach arbeitete er als deren Leitungsmitglied im Verkündigungs- und Seelsorgedienst mit. 1991 war Mauerhofer Pastor der Freien Missionsgemeinde in Zofingen im Kanton Aargau. Er predigte in Gemeinden in der Schweiz und in Deutschland und leitete über viele Jahre zusammen mit seiner Frau Gruppenreisen nach Israel mit dem christlichen Reiseanbieter «Kultour».
Bis zu seinem Tod war Mauerhofer Mitglied des Bibel-Treffs der Evangelischen Freikirche Rothrist. Er war Mitautor der inzwischen nicht mehr publizierten Zeitschrift der FETA, Fundamentum. In den 1970er Jahren bearbeitete er die im Verlag der Liebenzeller Mission erschienene Trilogie Erlebnisse einer Chinamissionarin der Missionarin Elisabeth Seiler.

## Privates
Mauerhofer war ab 1968 mit Helena Mauerhofer-Fiechter verheiratet. Das Paar hatte zwei Töchter und wohnte in Strengelbach im Bezirk Zofingen im Kanton Aargau.

## Veröffentlichungen
- Der Kampf zwischen Fleisch und Geist bei Paulus. Ein Beitrag zur Klärung der Frage nach der Stellung des Gläubigen zur Sünde im paulinischen Heiligungs- und Vollkommenheitsverständnis. Trachsel Verlag, Frutigen 1980; 5. Auflage (mit Vorrede von Jonathan Mauerhofer) VTR, Nürnberg / RVB, Hamburg 2013, ISBN 978-3-941750-61-6 (VTR), ISBN 978-3-944472-00-3 (RVB)
- Einleitung in das neue Testament. Vorlesungs-Script. FETA-Verlag, Basel 1988
- Einleitung in die Schriften des Neuen Testaments (mit David Gysel bearbeitet):
  - Band 1: Matthäus – Apostelgeschichte. Hänssler, Neuhausen-Stuttgart 1995 (S. 307 über die Verfasser Mauerhofer und Gysel), ISBN 978-3-7751-2218-4[9]
  - Band 2: Römer – Offenbarung. Hänssler, Neuhausen-Stuttgart 1999, ISBN 978-3-7751-2340-2
- Einleitung in die Schriften des Neuen Testaments (mit David Gysel bearbeitet). VTR, Nürnberg 2004, ISBN 978-3-937965-11-6
- Biblische Dogmatik – Überarbeitete Vorlesungen. 2 Bände (mit Jonathan Mauerhofer bearbeitet). VTR, Nürnberg / RVB, Hamburg 2011, ISBN 978-3-941750-14-2 (VTR), ISBN 978-3-928936-74-3 (RVB)[10]
- mit Lothar Gassmann: Erwählung und Bekehrung: unwiderstehliche Gnade oder Entscheidungsfähigkeit des Menschen?, Samenkorn-Verlag, Steinhagen 2014, ISBN 978-3-86203-128-3.